# Stressati
Stressati è un film commedia del 1997 diretto da Mauro Cappelloni e liberamente ispirato alle opere di Georges Wolinski.

## Trama
Dado e Tratto, due autori di una testata giornalistica fallimentare, confusi sui loro futuri, ognuno con le proprie storie, vivono malamente pubblicando articoli di scarso richiamo.
Ubicati in un angolo di una trattoria, trasformata in un ufficio di fortuna per l'occasione, fanno da cornice le molteplici vicende amorose che coinvolgono i due protagonisti.